# کارلوم
کارلوم (به آلمانی: Karlum) یک شهر در آلمان است که در نوردفرایسلند واقع شده‌است. کارلوم ۲۱۶ نفر جمعیت دارد.